# Isle of Man TT 1974
De TT van Man 1974 was de vijfde race van het wereldkampioenschap wegrace-seizoen 1974. De WK-races werden verreden op 5 en 6 juni 1974 op de Snaefell Mountain Course op het eiland Man. Door de Interval-start rijdt men eigenlijk een tijdrace. Tijdens de training voor de Sidecar 750 cc TT op 27 mei verongelukte Peter Hardy met een HTS-Imp bij Laurel Bank en tijdens de Production 1000 TT op 1 juni verongelukte David Nixon met een Triumph T150 Trident bij Glen Helen.

## Algemeen
Zoals al in 1973 was gebeurd werd de Isle of Man TT geboycot door alle toprijders, met uitzondering van de zijspannen. Daarnaast was ook het weer spelbreker, waardoor races soms dagen moesten worden uitgesteld. De TT-organisatie verhoogde de startgelden om in elk geval zoveel mogelijk privérijders naar het eiland Man de lokken, maar met uitzondering van een aantal TT-adepten en het nieuwe fabrieksteam van Suzuki kwam er niemand, zodat het startveld was gevuld met Britse rijders. De Senior TT verloor haar status als belangrijkste race, waarmee normaal gesproken de TT-week werd afgesloten. Dat werd nu de Formula 750 TT, maar de Britse Norton Commando-, Triumph T150 Trident en BSA A75 Rocket 3-racers werden verslagen door de veel lichtere Yamaha TZ 350's. De Lightweight 125 cc TT, toch al niet populair bij het Britse publiek, werd wel verreden, maar zonder haar WK-status.

## WK-races

### Senior TT
Starters: 71, gefinisht: 37
Door het ontbreken van de belangrijkste fabrieksteams werd de Senior TT een strijd tussen de opgeboorde Yamaha TZ 350's. Charlie Williams lag enige tijd aan de leiding, maar toen zijn motor slechter ging lopen moest hij Phil Carpenter voorbij laten. Williams werd wel nog tweede, vóór Tony Rutter. Suzuki had wel degelijk fabrieksrijders naar Man gestuurd, maar Jack Findlay en Paul Smart waren met hun zware Suzuki RG 500's in de regen geen partij voor de lichtere Yamaha's. De race werd vanwege het slechte weer ingekort tot vijf ronden.

#### Uitslag Senior TT
| Pos | Coureur            | Merk                 | Tijd                 | Punten |
| --- | ------------------ | -------------------- | -------------------- | ------ |
| 1   | Phil Carpenter     | Yamaha               | 1:56.41.6            | 15     |
| 2   | Charlie Williams   | Maxton-Yamaha        | +50" 0               | 12     |
| 3   | Tony Rutter        | Yamaha               | +3' 15" 8            | 10     |
| 4   | Billie Guthrie     | Yamaha               | +5' 19" 4            | 8      |
| 5   | Paul Cott          | Yamaha               | +5' 59" 2            | 6      |
| 6   | Helmut Kassner     | Yamaha               | +8' 41" 4            | 5      |
| 7   | Billie Nelson      | Yamaha               | +8' 48" 4            | 4      |
| 8   | Peter McKinley     | Yamaha               | +9' 05" 2            | 3      |
| 9   | Selwyn Griffiths   | Matchless            | +10' 02"             | 2      |
| 10  | Geoff Barry        | Matchless            | +10' 02" 2           | 1      |
| 15  | Tom Herron         | Suzuki               |                      |        |
| DNF | Jack Findlay       | Suzuki               |                      |        |
| DNF | Chas Mortimer      | Danfay-Maxton-Yamaha | Danfay-Maxton-Yamaha |        |
| DNF | Alex George        | Vesco-Yamaha         |                      |        |
| DNF | Hans-Otto Butenuth | Yamaha               |                      |        |
| DNF | Paul Smart         | Suzuki               |                      |        |
| DNF | Mick Grant         | Yamaha               |                      |        |
| DNF | Bill Smith         | Honda                |                      |        |
| DNF | Jan Kostwinder     | Yamaha               |                      |        |

### Junior TT
Starters: 76, gefinisht: 50
In de Junior TT ging Charlie Williams ondanks het feit dat zijn pols nog in het gips zat aan de leiding, tot hij in de derde ronde uitviel. Phil Carpenter had tot de tweede ronde op de tweede plaats gelegen, maar viel toen al uit. Daardoor ging de overwinning naar Tony Rutter (Yamaha). Chas Mortimer had hem nog even bedreigd, maar verloor tijd toen hij door een vastzittende benzinekraan deze niet in de reservestand kon zetten. Mortimer wist nog tot op 1,8 seconde van Rutter te komen, maar viel ook uit. Daardoor werd Mick Grant (Yamaha) tweede en Paul Cott (Yamaha) derde.

#### Uitslag Junior TT
| Pos | Coureur          | Merk                  | Tijd                  | Punten                |
| --- | ---------------- | --------------------- | --------------------- | --------------------- |
| 1   | Tony Rutter      | Yamaha                | 1h 48' 22" 2          | 15                    |
| 2   | Mick Grant       | Yamaha                | +1' 44" 0             | 12                    |
| 3   | Paul Cott        | Yamaha                | +3' 24" 8             | 10                    |
| 4   | Tom Herron       | Yamaha                | +3' 27" 8             | 8                     |
| 5   | Billie Nelson    | Yamaha                | +3' 48" 2             | 6                     |
| 6   | Billie Guthrie   | Yamaha                | +4' 22" 6             | 5                     |
| 7   | Alan Rogers      | Yamaha                | +5' 00" 6             | 4                     |
| 8   | Roger Nicholls   | Yamaha                | +5' 30" 6             | 3                     |
| 9   | Phil Gurner      | Yamaha                | +5' 30" 8             | 2                     |
| 10  | Noel Clegg       | Yamaha                | +5' 37" 0             | 1                     |
| 16  | Bill Smith       | Yamaha                |                       |                       |
| 17  | Selwyn Griffiths | Cowles-Yamaha         | Cowles-Yamaha         |                       |
| 23  | Alex George      | Vesco-Yamaha          | Vesco-Yamaha          |                       |
| 33  | Jan Kostwinder   | Yamaha                |                       |                       |
| 46  | Pentti Korhonen  | Yamaha                |                       |                       |
| DNF | Chas Mortimer    | Danfay-Yamaha         | Danfay-Yamaha         |                       |
| DNF | Charlie Williams | Dugdale-Maxton-Yamaha | Dugdale-Maxton-Yamaha | Dugdale-Maxton-Yamaha |

### Lightweight 250 cc TT
Starters: 56, gefinisht: 35
Na zijn uitvallen in de Junior TT won Charlie Williams (Yamaha) wel de Lightweight 250 cc TT door van start tot finish aan de leiding te rijden. Mick Grant (Yamaha) werd tweede en Chas Mortimer (Yamaha) werd derde, maar dat gebeurde na een flinke strijd. Grant had veel tegenslag gehad: bij Creg-ny-Baa gevallen en daarna veel tijd verloren bij een tankstop en een extra controle van zijn machine vanwege de val. Hij vocht zich toch weer voorbij Bill Rae, die hem bij Creg-ny-Baa ingehaald had. Uiteindelijk moest Chas Mortimer betalen voor het feit dat hij zijn tankstop overgeslagen had. Door een los zittende tankdop was hij wat benzine verloren en kwam hij bij Governor's Bridge zonder benzine te staan. Hij moest ongeveer 500 meter naar de finish duwen.

#### Uitslag Lightweight 250 cc TT
| Pos | Coureur          | Merk          | Tijd         | Punten |
| --- | ---------------- | ------------- | ------------ | ------ |
| 1   | Charlie Williams | Maxton-Yamaha | 1h 36' 09" 8 | 15     |
| 2   | Mick Grant       | Yamaha        | +59" 4       | 12     |
| 3   | Chas Mortimer    | Maxton-Yamaha | +1' 21" 4    | 10     |
| 4   | Tom Herron       | Yamaha        | +2' 53" 6    | 8      |
| 5   | Tony Rutter      | Yamaha        | +2' 51" 4    | 6      |
| 6   | Peter McKinley   | Yamaha        | +3' 30" 6    | 5      |
| 7   | Ian Richards     | Yamaha        | +3' 57" 0    | 4      |
| 8   | Gerry Mateer     | Yamaha        | +4' 54" 0    | 3      |
| 9   | Brian Warburton  | Yamaha        | +5' 02" 0    | 2      |
| 10  | Barry Randle     | Yamaha        | +5' 07" 2    | 1      |
| 13  | Alex George      | Yamaha        |              |        |
| 18  | Gyula Marsovszky | Yamaha        |              |        |
| 22  | Pentti Korhonen  | Yamaha        |              |        |
| DNF | Jan Kostwinder   | Yamaha        |              |        |

### Sidecar 500 cc TT
Starters: 57, gefinisht: 25
De Sidecar TT werd even geleid door Jeff Gawley en Kenny Birch met hun König, die ook de snelste ronde reden maar in de tweede ronde uitvielen. Toen nam Siegfried Schauzu de leiding over, maar hij viel in de derde ronde uit. Onder de uitvallers waren ook Klaus Enders/Ralf Engelhardt en Rolf Steinhausen/Karl Scheurer. Heinz Luthringshauser won de race, voor de combinaties van George O'Dell/Bill Boldison (König) en Dick Hawes/Eddie Kiff (Weslake).

#### Uitslag Sidecar 500 cc TT
| Pos | Coureur               | Bakkenist        | Merk              | Tijd              | Punten |
| --- | --------------------- | ---------------- | ----------------- | ----------------- | ------ |
| 1   | Heinz Luthringshauser | Ralf Engelhardt  | Busch-BMW         | 1h 13' 36" 2      | 15     |
| 2   | George O'Dell         | Bill Boldison    | König             | +5' 10" 2         | 12     |
| 3   | Dick Hawes            | Edwin Kiff       | WEC-Weslake       |                   | 10     |
| 4   | Malcolm Hobson        | Jack Armstrong   | Yamaha            |                   | 8      |
| 5   | Trevor Ireson         | Gordon Hunt      | Windle-König      |                   | 6      |
| 6   | Bill Crook            | Stuart Collins   | Windle-BSA        |                   | 5      |
| 7   | Malcolm Aldrick       | Mick Skeels      | Honda             |                   | 4      |
| 8   | Ronald Perry          | Adrian Craig     | Windle-BSA        |                   | 3      |
| 9   | Siegfried Schauzu     | Wolfgang Kalauch | Busch-BMW         |                   | 2      |
| 10  | Roger Aldous          | Peter Lucock     | Triumph           |                   | 1      |
| DNF | Gerry Boret           | Nick Boret       | Renwick-König     |                   |        |
| DNF | Klaus Enders          | Ralf Engelhardt  | Busch Spezial-BMW | Busch Spezial-BMW |        |
| DNF | Jeff Gawley           | Kenny Birch      | König             |                   |        |
| DNF | Rolf Steinhausen      | Karl Scheurer    | König             |                   |        |

## Overige races

### Formula 750 Classic TT
Starters: 70, gefinisht: 29
De Formula 750 Classic TT was de laatste kans voor de failliete Britse industrie om nog een race te winnen, maar door het slechte weer waren de zware Triumph T150 Tridents, BSA A75 Rocket 3's en Norton Commando's niet opgewassen tegen de veel lichtere Yamaha TZ 350. Percy Tait wist zijn Triumph naar de vierde plaats te rijden, 1½ minuut achter winnaar Chas Mortimer, die in de laatste ronde Charlie Williams passeerde om met 8½ seconde voorsprong te winnen. De fabrieks-Nortons van Peter Williams en Dave Croxford vielen al in de openingsronde uit met zuigerproblemen en Mick Grant had nog last van een armblessure waardoor hij met zijn Kawasaki H 2 750 Mach IV slechts 17e werd.

#### Uitslag Formula 750 Classic TT
| Pos | Coureur            | Merk               | Snelheid   | Tijd      |
| --- | ------------------ | ------------------ | ---------- | --------- |
| 1   | Chas Mortimer      | Yamaha             | 100.52 mph | 2:15.07.2 |
| 2   | Charlie Williams   | Dugdale-Yamaha     | 100.41 mph | 2:15.15.8 |
| 3   | Tony Rutter        | Yamaha             | 100.08 mph | 2:15.42.6 |
| 4   | Percy Tait         | Triumph            | 99.66 mph  | 2:16.16.8 |
| 5   | Billie Guthrie     | Danfay-Yamaha      | 99.85 mph  | 2:16.17.8 |
| 6   | Austin Hockley     | Granby-Yamaha      | 92.28 mph  | 2:18.11.6 |
| 7   | Alex George        | Vesco-Yamaha       | 97.68 mph  | 2:19.03.0 |
| 8   | Noel Clegg         | Yamaha             | 97.20 mph  | 2:19.44.0 |
| 9   | Doug Lunn          | Ducati             | 95.81 mph  | 2:21.45.4 |
| 10  | Derek Chatterton   | Yamaha             | 95.48 mph  | 2:22.15.4 |
| 11  | Selwyn Griffiths   | Cowles-Yamaha      | 95.29 mph  | 2:22.32.2 |
| 13  | Helmut Dähne       | BMW                | 93.92 mph  | 2:24.37.0 |
| 17  | Mick Grant         | Kawasaki           | 91.61 mph  | 2:28.15.4 |
| DNF | Paul Smart         | Suzuki             |            |           |
| DNF | Jack Findlay       | Suzuki             |            |           |
| DNF | Peter Williams     | John Player Norton |            |           |
| DNF | Dave Croxford      | John Player Norton |            |           |
| DNF | Tom Herron         | Yamaha             |            |           |
| DNF | Hans-Otto Butenuth | BMW                |            |           |

### Lightweight 125 cc TT
Starters: 43, gefinisht: 24
In de Lightweight 125 cc TT kreeg Chas Mortimer opnieuw problemen en hij viel al in de eerste ronde uit. Daardoor kwam Austin Hockley de leiding, maar Clive Horton volgde op korte afstand. Toen Hockley ook uitviel kon Horton tamelijk eenvoudig de overwinning halen.

#### Uitslag Lightweight 125 cc TT
| Pos | Coureur          | Merk          | Snelheid      | Tijd      |
| --- | ---------------- | ------------- | ------------- | --------- |
| 1   | Clive Horton     | Yamaha        | 88.44 mph     | 1:16.47.0 |
| 2   | Ivan Hodgkinson  | Yamaha        | 87.88 mph     | 1:17.27.0 |
| 3   | Tom Herron       | Yamaha        | 86.91 mph     | 1:18.08.6 |
| 4   | Ken Daniels      | Yamaha        | 85.67 mph     | 1:19.16.0 |
| 5   | Fred Launchbury  | Maico         | 85.50 mph     | 1:19.25.8 |
| 6   | Jan Kostwinder   | Yamaha        | 85.10 mph     | 1:19.48.0 |
| 7   | Bill Kirkwood    | Maico         | 82.32 mph     | 1:21.30.4 |
| 8   | Anthony Jones    | BSA           | 83.24 mph     | 1:21.35.2 |
| 9   | Rod Gooch        | Yamaha        | 82.22 mph     | 1:22.35.8 |
| 10  | Barrie Dickinson | Yamaha        | 82.03 mph     | 1:22.47.0 |
| DNF | Chas Mortimer    | Danfay-Yamaha | Danfay-Yamaha |           |

### Production 1000 TT
Starters: 24, gefinisht: 12
Mick Grant won de Production 1000 TT. Voor Grant was het zijn eerste overwinning op het eiland Man, maar voor zijn Triumph, de legendarische "Slippery Sam", was het de vierde. Hij had een ruime voorsprong op de BMW's van Hans-Otto Butenuth en Helmut Dähne. Peter Williams lag aanvankelijk op de derde plaats met zijn Gus Kuhn-Norton, maar hij viel in de tweede ronde uit bij de Highlander. Tijdens deze race verongelukte David Nixon bij Glen Helen.

#### Uitslag Production 1000 TT
| Pos | Coureur            | Merk        | Snelheid    | Tijd      |
| --- | ------------------ | ----------- | ----------- | --------- |
| 1   | Mick Grant         | Triumph     | 99.72 mph   | 1:30.48.0 |
| 2   | Hans-Otto Butenuth | BMW         | 97.70 mph   | 1:32.41.0 |
| 3   | Helmut Dähne       | BMW         | 97.01 mph   | 1:33.20.6 |
| 4   | Geoff Barry        | Norton      | 96.85 mph   | 1:33.29.8 |
| 5   | Charlie Williams   | Honda       | 95.61mph    | 1:34.42.2 |
| 6   | Abe Walsh          | Triumph     | 95.48 mph   | 1:34.49.8 |
| 7   | Roger Corbett      | Triumph     | 94.08 mph   | 1:36.14.6 |
| 8   | Graham Bentman     | Norton      | 93.21 mph   | 1:37.08.6 |
| 9   | Martin Russell     | BSA         | 90.12 mph   | 1:40.28.4 |
| 10  | Graham Dixon       | Triumph     |             |           |
| DNF | Peter Williams     | Kuhn-Norton | Kuhn-Norton |           |
| DNF | David Nixon        | Triumph     | (†)         | (†)       |
| DNF | Percy Tait         | Triumph     |             |           |

### Production 500 TT
Starters: 16, gefinisht: 12
Keith Martin leidde de Production 500 TT van start tot finish.

#### Uitslag Production 500 TT
| Pos | Coureur          | Merk     | Snelheid  | Tijd      |
| --- | ---------------- | -------- | --------- | --------- |
| 1   | Keith Martin     | Kawasaki | 93.85 mph | 1:36.28.6 |
| 2   | Alan Rogers      | Triumph  | 93.38 mph | 1:36.58.0 |
| 3   | Phil Gurner      | BSA      | 92.17 mph | 1:38.14.4 |
| 4   | Neil Tuxworth    | Honda    | 91.07 mph | 1:39.25.4 |
| 5   | Roger Sutcliffe  | Suzuki   | 90.58 mph | 1:39.57.6 |
| 6   | Tom Loughridge   | Suzuki   | 90.43 mph | 1:40.08.0 |
| 7   | Chris Revett     | Honda    | 89.56 mph | 1:41.06.4 |
| 8   | Alan Jackson jr. | Suzuki   | 87.47 mph | 1:43.31.2 |
| 9   | Tony McGurk      | Honda    | 87.43 mph | 1:43.40.2 |
| 10  | Peter Crew       | Honda    | 85.08 mph | 1:46.25.4 |
| DNF | Bill Smith       | onbekend |           |           |

### Production 250 TT
Starters: 35, gefinisht: 19
De Production 250-klasse was erg spannend. De strijd tussen Martin Sharpe en Eddie Roberts werd pas 2 kilometer voor de finish beslist, toen Roberts bij Signpost Corner werd uitgeremd.

#### Uitslag Production 250 TT
| Pos | Coureur        | Merk    | Snelheid  | Tijd      |
| --- | -------------- | ------- | --------- | --------- |
| 1   | Martin Sharpe  | Yamaha  | 86.94 mph | 1:44.09.2 |
| 2   | Eddie Roberts  | Yamaha  | 86.90 mph | 1:44.11.4 |
| 3   | Bill Rae       | Suzuki  | 85.93 mph | 1:45.22.6 |
| 4   | Godfrey Benson | Yamaha  | 84.04 mph | 1:47.54.6 |
| 5   | John Kiddie    | Honda   | 83.22 mph | 1:48.48.2 |
| 6   | Bill Robertson | Suzuki  | 81.33 mph | 1:51.19.6 |
| 7   | Roger Nicholls | Ducati  | 81.09 mph | 1:51.39.4 |
| 8   | Bernard Murray | Benelli | 80.05 mph | 1:53.07.0 |
| 9   | Keith Heckes   | Honda   | 79.00 mph | 1:54.37.0 |
| 10  | Tom Christian  | Yamaha  | 78.87 mph | 1:54.48.4 |

### Sidecar 750 cc TT
Starters: 74, gefinisht: 34
Net als in de 500cc-klasse ging in de Sidecar 750 cc TT lang een tweetaktmotor aan de leiding. Dit keer was het de König van Rolf Steinhausen, die zelfs een nieuw ronderecord reed. In de laatste ronde viel Steinhausen echter stil bij Guthrie's Memorial, waardoor de overwinning toch weer naar een BMW ging. Dit keer won Sigi Schauzu, terwijl de winnaar van de 500cc-klasse Heinz Luthringshauser tweede werd.

#### Uitslag Sidecar 750 cc TT
| Pos | Coureur               | Bakkenist        | Merk          | Snelheid      | Tijd      |
| --- | --------------------- | ---------------- | ------------- | ------------- | --------- |
| 1   | Siegfried Schauzu     | Wolfgang Kalauch | BMW           | 96.59 mph     | 1:10.18.4 |
| 2   | Heinz Luthringshauser | Hermann Hahn     | BMW           | 91.93 mph     | 1:11.52.2 |
| 3   | Mick Horsepole        | G. Horsepole     | Weslake       | 88.76 mph     | 1:16.30.6 |
| 4   | John Barker           | Chris Emmins     | BSA           | 88.34 mph     | 1:16.52.6 |
| 5   | Bill Crook            | Stuart Collins   | BSA           | 87.61 mph     | 1:17.30.0 |
| 6   | Roy Bell              | Gordon Russell   | König         | 85.98 mph     | 1:18.59.2 |
| 7   | Barry Moran           | Ken Moran        | Norton        | 85.92 mph     | 1:19.02.6 |
| 8   | Dave Bexley           | B. Tyler         | Honda         | 85.64 mph     | 1:19.18.0 |
| 9   | Heinz Schilling       | H. Matthews      | BMW           | 83.53 mph     | 1:21.17.8 |
| 10  | Mick Wortley          | R. Crellin       | Triumph       | 83.00 mph     | 1:21.49.0 |
| DNF | Gerry Boret           | Nick Boret       | Renwick-König | Renwick-König |           |
| DNF | Jeff Gawley           | Kenny Birch      | König         |               |           |
| DNF | Malcolm Hobson        | Jack Armstrong   | Yamaha        |               |           |
| DNF | George O'Dell         | Bill Boldison    | König         |               |           |
| DNF | Rolf Steinhausen      | Karl Scheurer    | König         |               |           |

1907 · 1908 · 1909 · 1910 · 1911 · 1912 · 1913 · 1914 · Eerste Wereldoorlog · 1920 · 1921 · 1922 · 1923 · 1924 · 1925 · 1926 · 1927 · 1928 · 1929 · 1930 · 1931 · 1932 · 1933 · 1934 · 1935 · 1936 · 1937 · 1938 · 1939 · Tweede Wereldoorlog · 1947 · 1948 · 1949 · 1950 ·1951 · 1952 · 1953 · 1954 · 1955 · 1956 · 1957 · 1958 · 1959 · 1960 · 1961 · 1962 · 1963 · 1964 · 1965 · 1966 · 1967 · 1968 · 1969 · 1970 · 1971 · 1972 · 1973 · 1974 · 1975 · 1976 · 1977 · 1978 · 1979 · 1980 · 1981 · 1982 · 1983 · 1984 · 1985 · 1986 · 1987 · 1988 · 1989 · 1990 · 1991 · 1992 · 1993 · 1994 · 1995 · 1996 · 1997 · 1998 · 1999 · 2000 · 2002 · 2003 · 2004 · 2005 · 2006 · 2007 · 2008 · 2009 · 2010 · 2011 · 2012 · 2013 · 2014